# Momčilo Perišić
Momčilo Perišić (Koštunići, 22. svibnja 1944.), general-pukovnik VJ, bivši je načelnik Generalštaba Vojske Jugoslavije, koji je koordinirao vođenje agresije na Hrvatsku i Bosnu i Hercegovinu.

## Životopis
U Jugoslavensku narodnu armiju stupio je 1966. godine. Završio je Vojnu akademiju Kopnene vojske, Komandno-štabnu akademiju Kopnene vojske, i Komandno-štabnu školu operatike Kopnene vojske.
Godine 1991., kada je počeo Domovinski rat, Perišić je bio na dužnosti komandanta Artiljerijskog školskog centra u Zadru. Zbog sudjelovanja u bombardiranja Zadra ga je hrvatski sud proglasio ratnim zločincem i osudio na maksimalnu kaznu od 20 godina zatvora. Nakon sarajevskog primirja i povlačenja snaga JNA iz Hrvatske, Perišić je u siječnju 1992. imenovan zapovjednikom 13. Bilećkog korpusa JNA. Na tom je mjestu sudjelovao u borbama u Hercegovini i dubrovačkom zaleđu. 
U lipnju 1992. je nakon povlačenja snaga JNA u Srbiju i njenog preustroja u VJ, imenovan načelnikom štaba i zamjenikom komandanta Treće armije u Nišu. Tada je uživao reputaciju jednog od pristaša Slobodana Miloševića među generalima, odnosno jednog od kadrova uvedenih nakon velike čistke preostalih generala JNA početkom 1992. Za načelnika Generalštaba VJ imenovan je 29. kolovoza 1993. godine. Na toj dužnosti bio je do 24. studenog 1998. godine. Njegova smjena se ponekad tumači neslaganjem s Miloševićom politikom prema Kosovu, odnosno načinom na koji se vodio kosovski rat.
Ubrzo nakon toga, Perišić se priklonio protumiloševićevskoj Demokratskoj opoziciji Srbije i postao jedan od njenih vođa. Nakon rušenja Miloševića siječnja 2001. godine ušao u novoosnovanu srpsku vladu Zorana Đinđića.
Ožujka 2002. godine, Perišić je uhićen u jednom motelu na Ibarskoj magistrali pod optužbom za špijunažu u korist SAD. Ubrzo je dao ostavku na dužnost potpredsjednika Vlade.
Ožujka 2005. godine, nakon što je Haaški tribunal podigao optužnicu protiv njega kojom ga tereti za ratne zločine počinjene u Hrvatskoj i Bosni i Hercegovini, Perišić se dobrovoljno predao tom tribunalu. Suđenje je počelo u listopadu 2008. godine.
6. rujna 2011. godine, Haaški tribunal osudio je Perišića na 27 godina zatvora zbog zločina protiv čovječnosti koji su počinjeni nad Muslimanima u BiH 1993. – 1995. godine i nad Hrvatima u Hrvatskoj: pomaganje opsade Sarajeve i pokolja u Srebrenici (nije imao zapovjednu odgovornost nad Vojskom Republike Srpske) te nekažnjavanja Raketiranja Zagreba 1995. (imao je zapovjednu odgovornost nad vojnicima Vojske Jugoslavije koji su služili u RSK). Utvrđeno je i da je koordinirao akcijama paravojnih postrojba. Uslijedila je žalba na presudu. Perišić je 28. veljače 2013. oslobođen krivnje po svim točkama optužnice i pušten na slobodu.
Perišića čeka još jedno suđenje u Beogradu pred srpskim sudom zbog optužbe za špijunažu i suradnju s američkom CIA-om.